# Dębowiec (Basses-Carpates)
Pour les articles homonymes, voir Dębowiec.
Dębowiec est une localité polonaise, siège de la gmina de Dębowiec, située dans le powiat de Jasło en voïvodie des Basses-Carpates.